# Ixodes guatemalensis
Ixodes guatemalensis är en fästingart som beskrevs av Glen M. Kohls 1956. Ixodes guatemalensis ingår i släktet Ixodes och familjen hårda fästingar.
Artens utbredningsområde är Guatemala. Inga underarter finns listade i Catalogue of Life.